# Scytodes guapiassu
Espèce
Scytodes guapiassu est une espèce d'araignées aranéomorphes de la famille des Scytodidae.

## Distribution
Cette espèce est endémique du Brésil. Elle se rencontre dans les États de Bahia, d'Espírito Santo et de Rio de Janeiro.

## Description
Le mâle holotype mesure 3,9 mm et la femelle paratype 3,7 mm.

## Étymologie
Son nom d'espèce lui a été donné en référence au lieu de sa découverte, la réserve écologique de Guapi-Assú.

## Publication originale
- Rheims & Brescovit, 2009 : New additions to the Brazilian fauna of the genus Scytodes Latreille (Araneae: Scytodidae) with emphasis on the Atlantic Forest species. Zootaxa, no 2116, p. 1-45.